# 子傒
子傒（しけい、生没年不詳）は、中国戦国時代の秦の公子。姓は嬴。安国君（後の孝文王）の庶子で昭襄王の孫。始皇帝の父である荘襄王の異母兄弟。

## 経歴
昭襄王40年（紀元前267年）、祖父の昭襄王の長男の悼太子が魏で死去したため、昭襄王42年（紀元前265年）に亡き太子の弟である父の安国君が昭襄王に次の太子として指名された。安国君には子傒を始め20人を超える公子が居たが安国君の太子となる人物は決まっておらず、子傒が有力候補であったとされる。
継室なれど安国君の正室として寵愛を受けていた華陽夫人には安国君との間に子が居らず、そこに目を付けた商人呂不韋が秦に入り、華陽夫人の弟である陽泉君を通じて華陽夫人と面会すると、何れ夫人が年老いて安国君の寵愛を失った場合や安国君が亡くなった後に権勢を失う不安を説いて、自らが趙の首都邯鄲で庇護する公子の嬴異人（後の荘襄王）を売り込み、異人の実母の夏姫は既に宮中の権勢もない事から次の太子には有力候補の子傒ではなく異人を華陽夫人の養子に迎えて推すように夫人と陽泉君に勧めた。華陽夫人は呂不韋の提案を受け容れ異人を養子に迎える事を決めると、次の太子に異人を指名するように安国君を説得し、承認された。